# Kálomista Bence
Kálomista Bence (Tapolca, 1992. július 18. –) magyar költő, digitális marketing szakember.

## Élete és munkássága
Filozófiát és pszichopedagógiát tanult a kolozsvári Babeș–Bolyai Tudományegyetemen és az Eötvös Loránd Tudományegyetemen.
Jelenleg Budapesten él, az írás mellett digitális marketinggel foglalkozik.
Verseit számos magyar irodalmi folyóirat közölte, többek között az Irodalmi Jelen, KULTer, Litera, FÉLonline és Új Nautilus.
Első verseskötete 2016-ban Ez maradt utánad címmel jelent meg a Colorcom Kiadó gondozásában.

## Stílus és témák
Verseiben gyakori téma az emberi kapcsolatok dinamikája, az identitáskeresés és etikai önreflexió. Költészete ötvözi a klasszikus és modern elemeket, miközben konfesszionista jellegével az egyéni tapasztalatok és érzelmek mélyreható feltárására törekszik.
Németh István Péter így jellemezte művészetét:

„A filozofikus költőalkat nem csupán distanciát teremt hús-vér önmaga és versében megjelent lírai énje között, de számára arra is alkalmas a líra, hogy legbensőbb fájdalmait és esendőségeit bevallhassa.”

Költészetében a művészetterápia kiemelt szerepet kap. Versei nem csupán irodalmi alkotásokként értelmezhetőek, hanem az érzelmi feldolgozás és az önismeret eszközeiként is, amik lehetőséget kínálnak az olvasóknak saját érzéseik megértésére és feldolgozására.
A Napút Online-on megjelent kritika kiemeli, hogy versei nemcsak esztétikai élményt nyújtanak, hanem belső rekonstrukciós jelentőséggel is bírnak. Művei olyan értelmezési lehetőségeket kínálnak, amelyek elősegíthetik az élet nehézségeinek reflexív feldolgozását, valamint az egyéni tapasztalatok mélyebb megértését és integrálását.

## Könyvei
Ez maradt utánad; Colorcom, Budapest, 2016